# Leszek Swornowski
Leszek Swornowski (Wrocław, 1955. március 28. –) olimpiai ezüstérmes lengyel párbajtőrvívó.